# Boxtel (plaats)

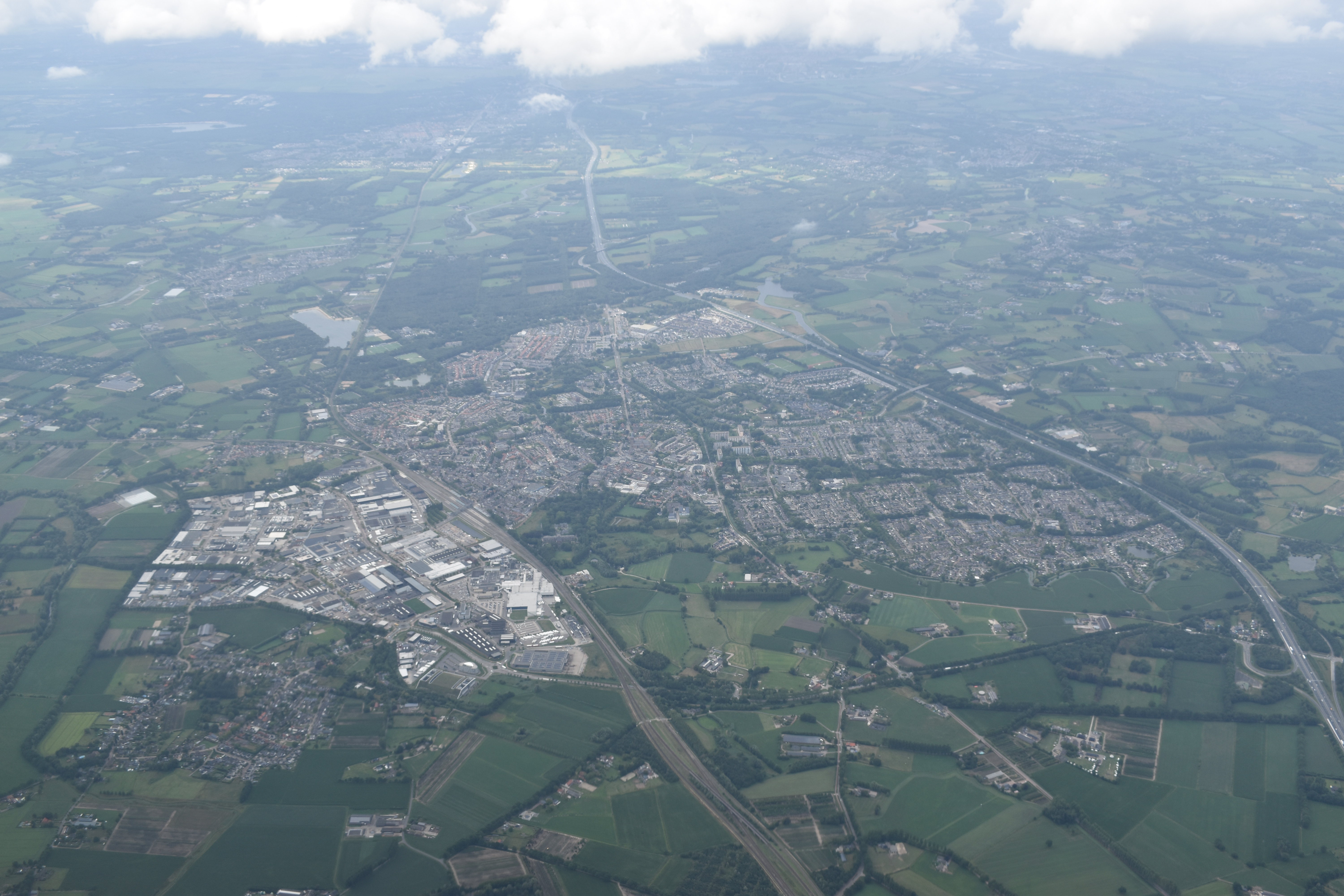
Luchtfoto van Boxtel (juli 2025)

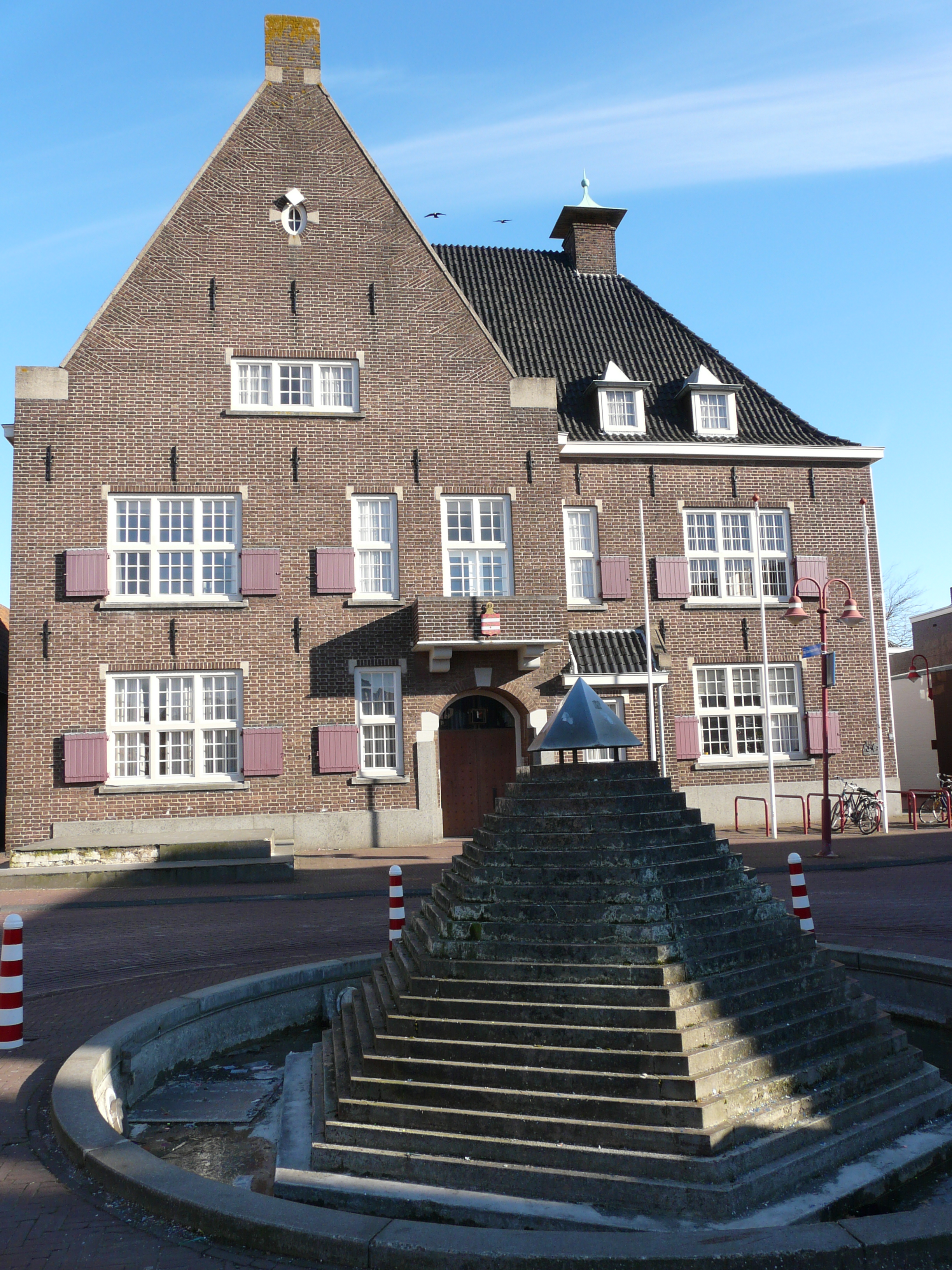
Gemeentehuis

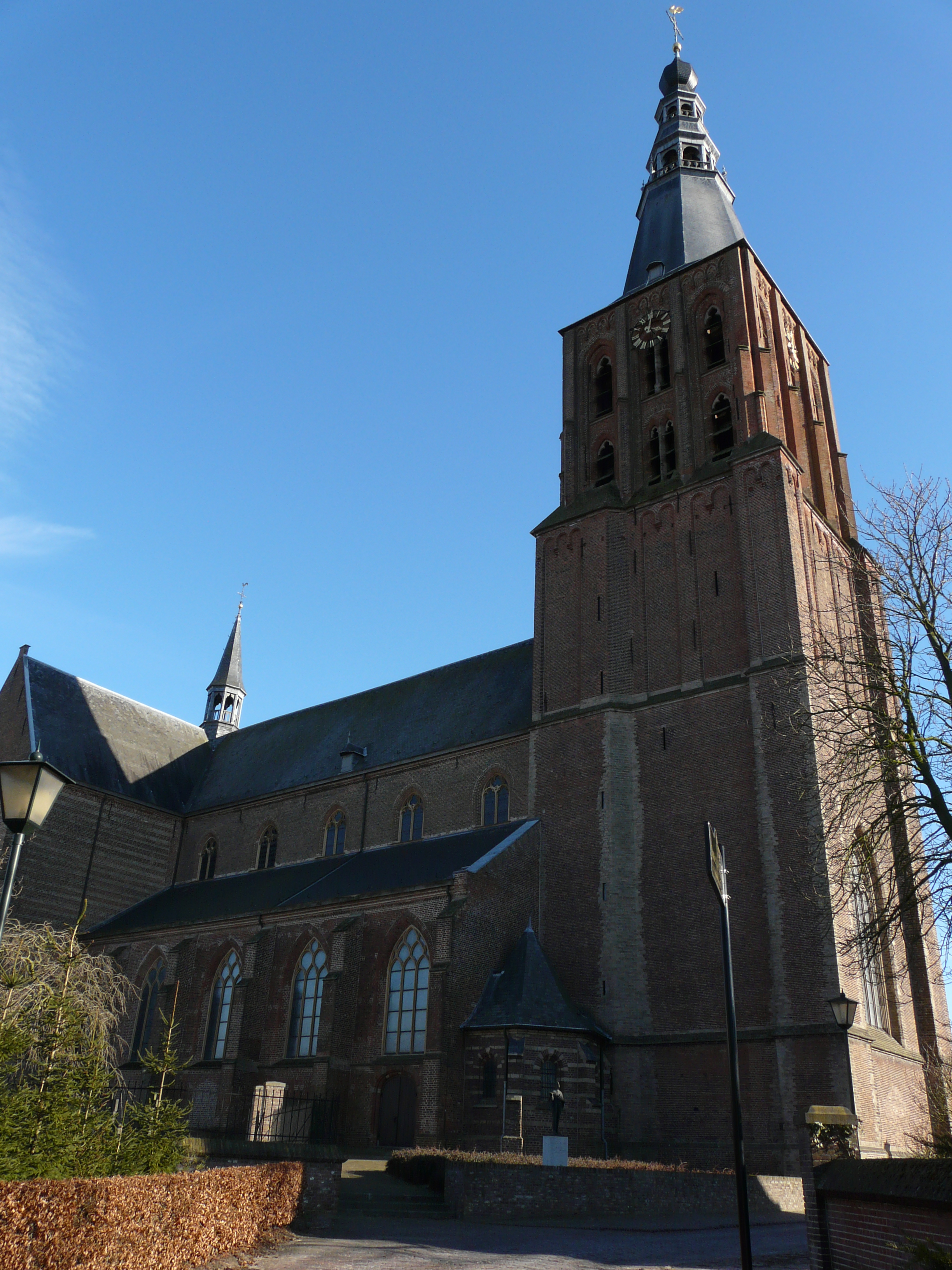
Sint-Petrusbasiliek in Boxtel

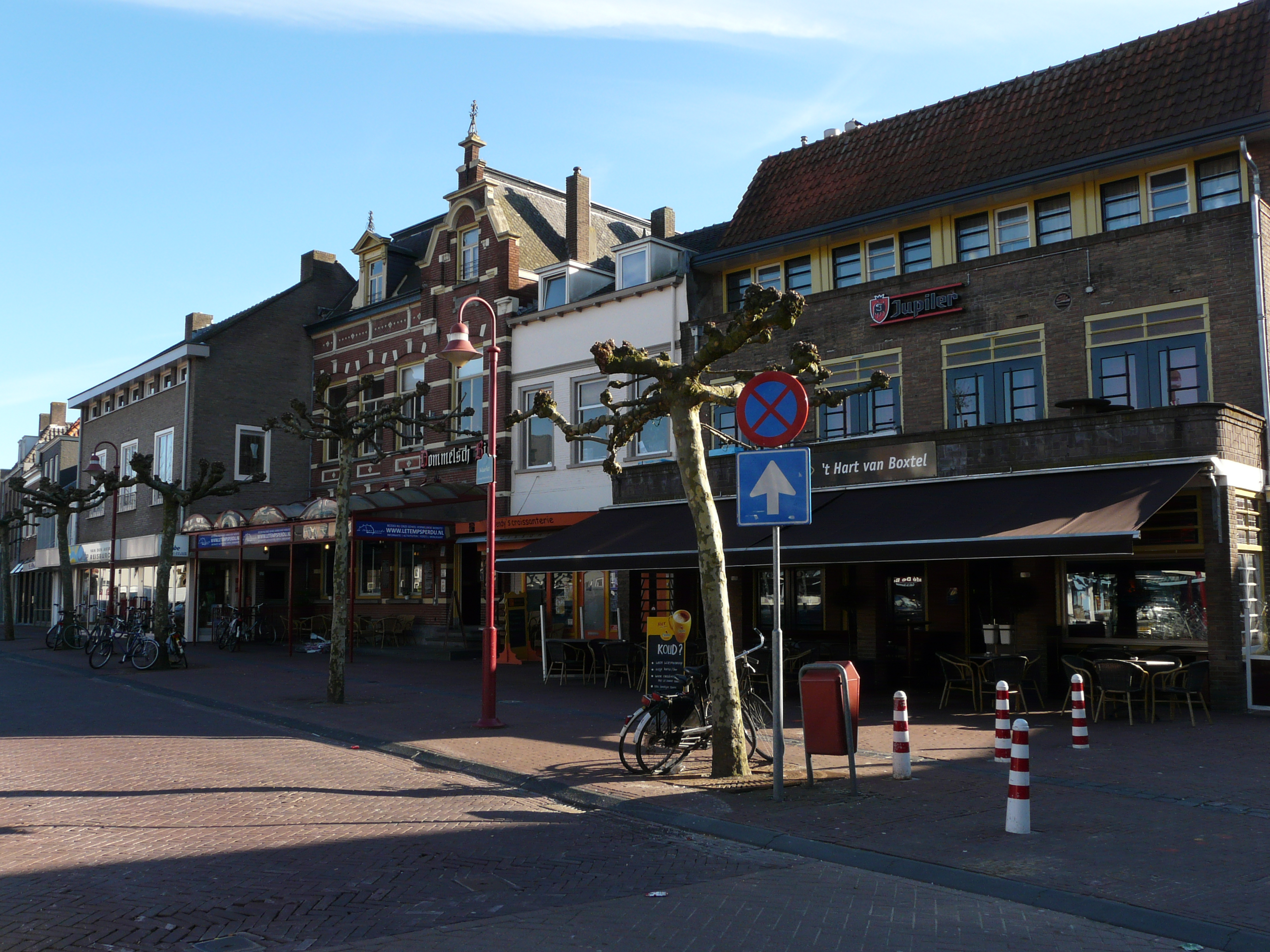
De markt in Boxtel

Boxtel is een Nederlandse plaats in de provincie Noord-Brabant. Het is tevens de hoofdplaats van de gemeente Boxtel.
Boxtel is gelegen aan de Dommel en ligt te midden van de driehoek Tilburg, Eindhoven en 's-Hertogenbosch. Dit maakte Boxtel al vroeg tot een verkeersknooppunt.

## Etymologie
In de oudste documenten waarin de plaatsnaam Boxtel voorkomt (11e eeuw) wordt deze geschreven als Buxtel of Buchestelle. Het woord is een samenstelling van stelle 'stal, veilige verblijfplaats' en buk 'reebok'. Gezien de betekenis van het tweede deel is het niet waarschijnlijk dat het eerste deel bok 'beuk' is.

## Geschiedenis
De eerste meldingen van Boxtel in de geschiedenis dateren uit de 11e eeuw. Er was toen sprake van cijnsgoederen die onderhorig waren aan de Abdij van Echternach. De eerst bekende heer van Boxtel, Harpert de Buchestelle, werd daarin genoemd.
Een tweede document waarin Boxtel voorkomt stamt uit 1173. Hierin treedt ene Gerardus van Bucstel op als getuige.
Er vonden in deze tijd ontginningen langs de beekdalen plaats, aangezien de bodem minder vochtig was dan voordien.
De heerlijkheid Boxtel werd tot 1794 bestuurd door heren die afkomstig waren uit adellijke families die hun zetel hadden op het Kasteel Stapelen.
Tot 1437 was de heerlijkheid Boxtel formeel niet een leengoed van het hertogdom Brabant, maar van de Duitse keizer, en namens hem was de bisschop van Keulen de leenheer. Deze band was echter niet zeer hecht en reeds in de 13e eeuw trad ook de hertog van Brabant als leenheer op. In 1437 pleegde de erfvrouwe Elisabeth van Merheim echter leenbreuk en ging het leen definitief over op de hertog van Brabant.
De geschiedenis van de heerlijkheid wordt beschreven aan de hand van de diverse heren en vrouwen van Boxtel.
De kerkelijke geschiedenis ving aan omstreeks 1290, toen een Romaanse kerk werd gebouwd die gewijd was aan Sint-Petrus. De parochie is waarschijnlijk afgesplitst van die van Gemonde. In 1493 werd de Sint-Petruskerk tot kapittelkerk verheven. Omstreeks dezelfde tijd werd de huidige, gotische, Sint-Petruskerk gebouwd. De bouw vond in etappes plaats en duurde tientallen jaren.
Iets voor 1380 voltrok zich volgens de overlevering in Boxtel het Heilig Bloedwonder. Dit leidde tot een toestroom van bedevaartgangers. Nog steeds vindt jaarlijks op de eerste zondag na pinksteren de zogenaamde Bloedprocessie plaats. In 1540 ontstond er een dorpsbrand, toen door de meegevoerde toortsen een hooibaal langs de weg vlam vatte. Het halve dorp van houten huizen met strodaken brandde af. De herbouw vond plaats in steen en er werden nog meer veiligheidsmaatregelen getroffen.
Toen in 1648 de Meierij van 's-Hertogenbosch als generaliteitsland aan de Republiek der Nederlanden kwam, trachtte de Spaanse koning Boxtel hiervan te vrijwaren door te beweren dat Boxtel geen deel van de meierij uitmaakte maar een leen was van de keizer van het Heilige Roomse Rijk. Dit was echter tevergeefs. De katholieke godsdienst werd verboden en de kerken werden genaast om pas in 1798 weer te worden teruggegeven nadat de Fransen, tijdens de Slag om Boxtel, de plaats hadden veroverd. Ook werden toen de heerlijke rechten afgeschaft.
Van belang is nog het jaar 1741, toen de steenweg van 's-Hertogenbosch naar Eindhoven door Boxtel werd aangelegd, teneinde een rechtstreekse verbinding van Holland naar Luik te creëren die de Oostenrijkse Nederlanden vermeed. Deze weg is steeds belangrijker geworden en is in de periode 1990-1995 tot autosnelweg omgebouwd, die uiteraard om de steeds uitdijende kom van Boxtel heen werd geleid.
In 1827 werd de herstelde Sint-Petruskerk opnieuw ingewijd voor de katholieke eredienst. In 2014 kreeg de kerk de eretitel basiliek.
In de loop van de daaropvolgende jaren is het belang van de plaats toegenomen. In 1865 kwam er een spoorwegstation. In 1878 werd zelfs het zogenaamde Duits Lijntje geopend, een doorgaande verbinding naar Sint-Petersburg. In 1945 hield het Duitse gedeelte van deze verbinding op te bestaan, waarna ook het Nederlandse gedeelte geleidelijk werd afgestoten. In 2004 reed de laatste (goederen)trein op dit traject, dat toen overigens nog slechts tot Veghel voerde.
Na de Tweede Wereldoorlog was sprake van een toenemende verstedelijking. Er ontstond een groot bedrijventerrein, Ladonk geheten, aan het spoor. Diverse bedrijven, zoals de exportslachterij Encebe van de Noordbrabantse Christelijke Boerenbond, later Dumeco (Dutch Meat Corporation) geheten en nog weer later onderdeel van Vion N.V.. Daarnaast bestond Orgachemia, een fabrikant van bestrijdingsmiddelen, later opgegaan in de Organon-dochter Diosynth. Ten slotte kan Bosch Rexroth BV, een fabrikant van hydraulische apparatuur, worden genoemd. Ook het Waterschap De Dommel heeft haar hoofdkantoor te Boxtel.

## Nabijgelegen kernen
Schijndel, Liempde, Esch, Vught, Sint-Michielsgestel, Lennisheuvel, Oisterwijk

## Kloosters
In Boxtel zijn of waren tal van kloosters.
- Elisabethsdal was een clarissenklooster dat zich bevond in de huidige Clarissenstraat. Het werd in 1472 gesticht als nonnenklooster voor Zusters der Derde Orde van Sint-Franciscus. In 1513 traden de zusters, door toedoen van de Minderbroeders uit Hoogstraten tot de Clarissen toe. Na de inname van 's-Hertogenbosch in 1629 mochten de kloosters geen novicen meer aannemen, maar pas in 1717 waren ze gedwongen naar Hoogstraten te vertrekken, vanwaar ze naar Megen gingen. Het klooster werd in 1727 verkocht en vervolgens gesloopt.
- Liefdesgesticht Duinendaal werd gesticht in 1853 en in 1855 betrokken door de zusters van de Choorstraat uit 's-Hertogenbosch. Zij gaven onderwijs en verpleegden oude vrouwen. In 1861 werden ze opgevolgd door de Zusters van de Sociëteit van Jezus, Maria en Jozef, die er tot 1972 bleven. Reeds in 1873 kwam er een ziekenhuis (het Liduinaziekenhuis) en verder scholen voor meisjes, een pensionaat, medische voorzieningen en een bejaardentehuis. In 1982 werden de gebouwen gesloopt en slechts een straatnaam herinnert nog aan de zusters.
- Sint Charles was een missieklooster van de Witte Paters. Deze zagen zich in 1889, ten gevolge van de politiek der secularisering genoodzaakt om uit Frankrijk te vertrekken. Ze trokken eerst naar Haaren. Het karakteristieke witte gebouw te Boxtel werd in gebruik genomen in 1892 en hier was de priesteropleiding gehuisvest. De kloosterkapel diende tevens tot parochiekerk voor de inwoners van de buurtschap Hal. In de jaren 60 van de 20e eeuw werd Sint-Charles een kloosterbejaardenoord, maar toen de Rijksweg 2 zou worden verbreed moest het klooster wijken. De paters verhuisden naar het voormalige klooster van de zusters franciscanessen te Heythuysen. In 1987 werd het klooster gesloopt. De glas-in-loodramen van de kapel zijn bewaard gebleven en verplaatst naar de Maria Reginakerk van de wijk Selissen te Boxtel. Deze kerk werd echter eveneens gesloopt, en wel in 2003. Ook een gevelsteen bleef gespaard en deze werd in 1996 als gedenksteen ingemetseld in het fietstunneltje onder de snelweg ter plaatse van het voormalige klooster.
- De ursulinen van de Romeinse Orde kwamen in 1908 naar Boxtel. In 1911 werd het door Leo Goyarts ontworpen klooster aan de Nieuwe Kerkstraat betrokken. De zusters gaven kleuter- en lager onderwijs. De kapel stamt uit 1926 en werd door Hubert van Groenendael ontworpen. De laatste zusters vertrokken in 1985. Hoewel woningen op het terrein van de voormalige kloostertuin werden gebouwd, zijn de kloostergebouwen behouden gebleven en tot Rijksmonument verklaard. Ze worden onder meer door kunstinstellingen betrokken.
- De paters assumptionisten kwamen in 1915 naar Boxtel en betrokken Kasteel Stapelen. In 1928 bouwden ze tegenover het kasteel een missiehuis, waar onderwijs aan priesterstudenten werd gegeven. In 1958 werd dit nog uitgebreid maar in 1966 moest de opleiding al afgestoten worden, daar er geen studenten meer kwamen. Hier kwamen woningen in. De paters woonden nog een aantal jaren op het kasteel voordat dat in 2018 in particulier handen kwam.
- Het landgoed Jachtrust nabij de buurtschap Munsel werd in 1903 aangekocht door de trappistinnen die ten gevolge van de secularisering uit Frankrijk waren uitgeweken. In 1919 keerden deze zusters weer terug naar hun land. Het terrein werd vervolgens aangekocht door de Vincentiusvereniging om er voogdijkinderen te huisvesten en de Fraters van Tilburg zorgden voor onderwijs en verzorging. Aldus kwam in 1920 Huize De la Salle, vernoemd naar Johannes Baptist de la Salle, tot stand. Hier werd speciaal onderwijs gegeven. In 1932 werd ten behoeve van het landbouwkundig onderwijs een boerderij ingericht. In 2006 ging De la Salle op in de Koraal Groep.
- Klooster Sancta Monica van de Witte Zusters Lavigerie, de vrouwelijke tak van de Witte Paters, had sinds 1895 een postulanten klooster aan de Esscheweg in de gemeente Vught, tegenwoordig Gestelseweg geheten en tot Esch behorend. Hier werden toekomstige missiezusters opgeleid. De procure van de zusters bevond zich van 1930-1970 in de Villa Phaf aan de Rechterstraat te Boxtel, in 1911 gebouwd in opdracht van fabrikant Jan Phaf.

## Bezienswaardigheden

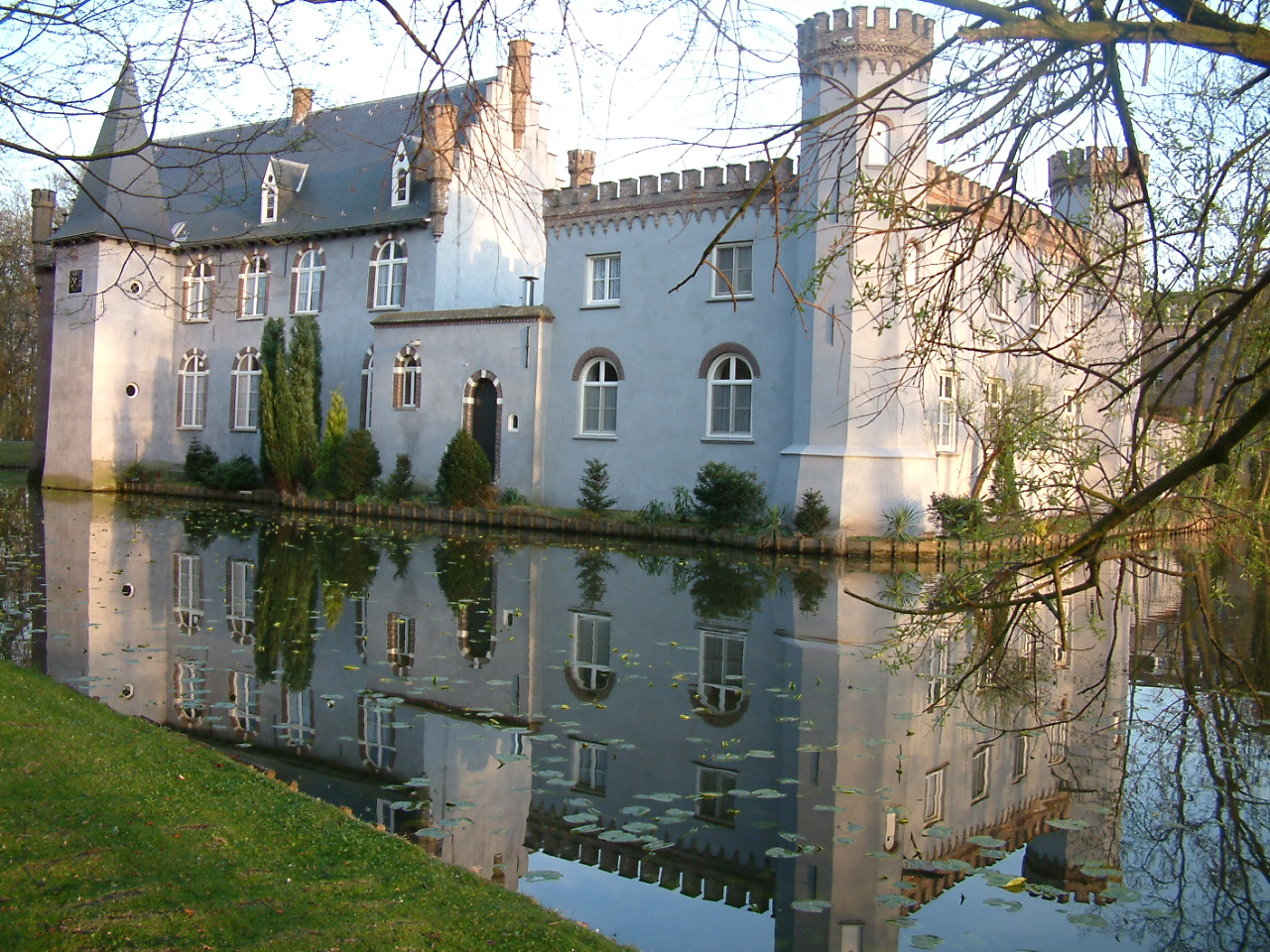
Kasteel Stapelen

- Kasteel Stapelen, van oorsprong een middeleeuws kasteel, in de 19e eeuw sterk verbouwd in de toen heersende stijl, en later een klooster van de Assumptionisten
- Sint-Petrusbasiliek, een gotische kerk uit de 15e en 16e eeuw.
- Heilig Hart van Jezuskerk, een neogotische kerk van 1901.
- Protestantse kerk, een zaalkerk uit 1812, ontworpen door Hendrik Verhees als Hervormde kerk.
- Vrouwengasthuis of Hofje, aan de Markt. Geschonken door Magdalena van der Stappen werd dit hofje van 1646 tot 1970 gebruikt als behuizing voor bejaarde vrouwen. Het Historisch Museum Piet Dorenbosch was in het pand gevestigd.
- Sint-Ursulaklooster uit 1911, ontworpen door Leo Goyarts, met een neoromaanse kapel van Hubert van Groenendael uit 1926. Bevat elementen uit de jugendstil en meer traditionele vormen.
- Kanunnikenhuisje, aan Duinendaal 9-11. Bevat Museum "De Canonye"
- Mammoetboom aan de Bosscheweg, met een omtrek van 3,43 meter.[5]
- De twee "dinorotondes", eentje aan de Brederodeweg met een Styracosaurus[6] en eentje aan de Bosscheweg met een paartje Europasaurussen.[7]

## Musea
- Oertijdmuseum Boxtel, een verzameling van geologische bijzonderheden en dinosaurusskeletten, onder meer van een 23 meter lange Brachiosaurus.
- Wasch- en Strijkmuseum, tal van voorwerpen die betrekking hebben op de geschiedenis van het wassen en strijken.
- Historisch Museum Piet Dorenbosch, aan de Markt. Bevat voorwerpen omtrent de geschiedenis van Boxtel. Inmiddels permanent gesloten.
- Museum "De Canonye", bevat voorwerpen die betrekking hebben op het Boxtelse kapittel. Het bevindt zich in het Kanunnikenhuisje.
- Museum Boxtel (MUBO), vertelt de geschiedenis van Boxtel aan de hand van de Canon van Boxtel. Gedurende het jaar vindt hier verschillende wisselexposities, lezingen, rondleidingen, workshops en educatieprojecten plaats.[8]

## Natuur en landschap
Boxtel ligt in het dal van de Dommel en het Smalwater, waarop tot circa 1973 de Boxtelse Watermolen stond.
Boxtel maakt deel uit van het Nationaal Landschap Het Groene Woud en in de omgeving ervan zijn veel natuurgebieden gelegen die tot dit Landschap behoren.
Ten westen van Boxtel ligt het natuurgebied Kampina van ruim 1200 ha, wat in het westen op weer andere natuurgebieden aansluit.
Ten noorden van Boxtel ligt een aaneenschakeling van landgoederen op voormalige woeste gronden, zoals Sparrenrijk, Zegenwerp, Zegenrode en Wilhelminapark.
Ten oosten van Boxtel ligt natuurgebied De Geelders en ten zuiden ligt het Landgoed Velder.

## Evenementen
- Carnaval
- Kermis Boxtel (3de weekend van Augustus)
- Bloedprocessie
- Herfstfestijn

## Middenstand
Er is koopavond op vrijdag. In het centrum op de markt is er weekmarkt op vrijdag van 08.30 tot en met 12.30 uur.
In 1963 werd in Boxtel een volautomatische winkel geopend.

## Onderwijs

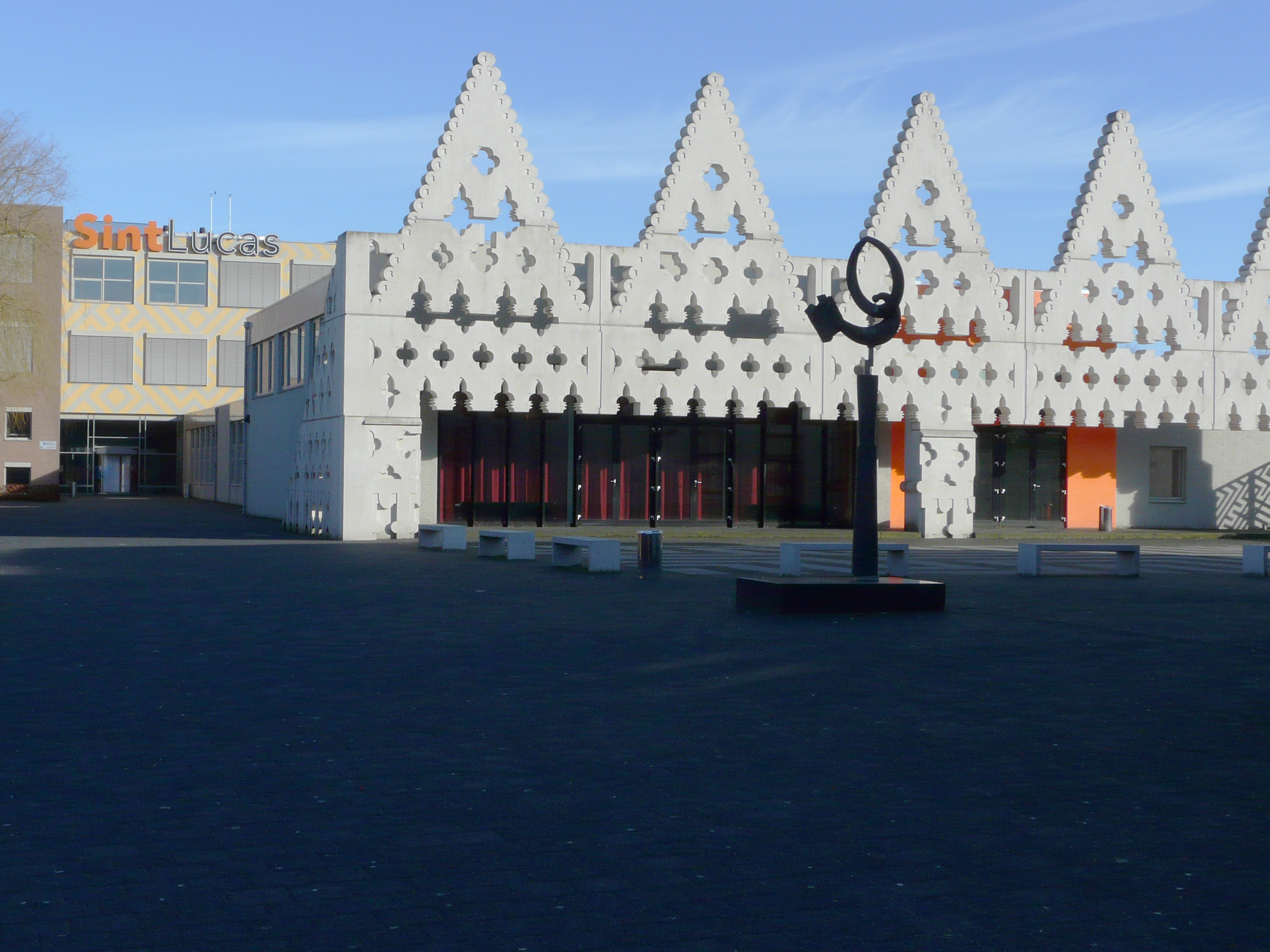
Sint Lucas

Er zijn diverse scholen in Boxtel zoals:
- Angelaschool
- Basisschool de Beemden
- Basisschool St.-Petrus
- Basisschool de Spelelier
- Basisschool de Vorsenpoel
- Oecumenische Jenaplanschool de Molenwijk
- Basisschool de Hobbendonken
- Prinses Amaliaschool
- Speciaal Basis Onderwijs de Maremak
- Yuverta mbo Boxtel
- Jacob-Roelandslyceum
- Baanderherencollege PrO (praktijkonderwijs)
- Project Samen Tegelijk
- SintLucas
- Baanderherencollege VMBO

## Topografie
Topografische kaart van Boxtel (woonplaats), maart 2014. Klik op de kaart voor een vergroting.

## Verkeer en vervoer

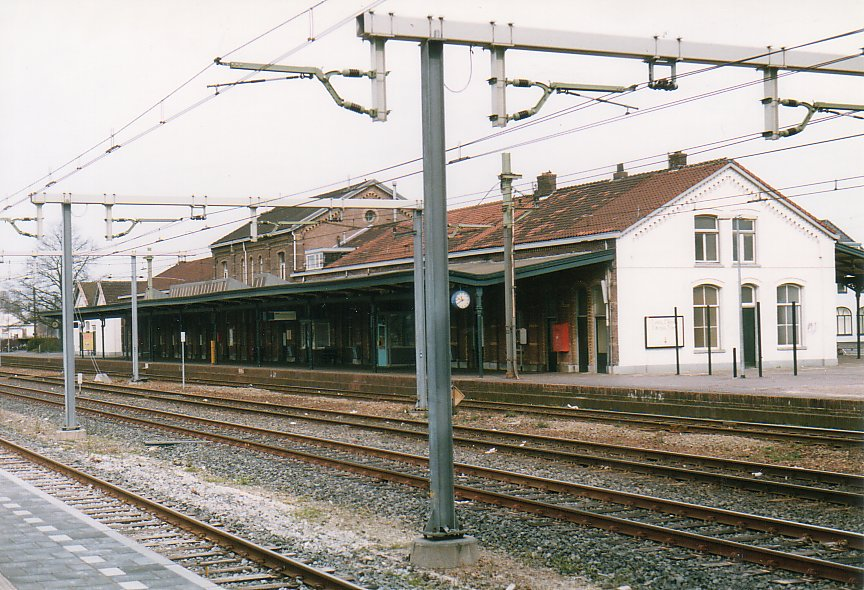
Station Boxtel in 1998

Boxtel is bereikbaar via de A2.

### Trein
Boxtel heeft sinds 1865 een station.
De spoorverbindingen zijn in de richtingen:
- 's-Hertogenbosch (- Oss)
- Tilburg - Tilburg Universiteit
- Eindhoven - Weert / Deurne
- Schijndel - Veghel (buiten gebruik; Duits Lijntje)

In het geval van werkzaamheden rondom Boxtel fungeert het station regelmatig als overstap tussen de intercity en pendelbussen.

## Trivia
Een folkloristisch figuur in Boxtel is de reus Jas de Keistamper. Jas de Keistamper is een pop in de gedaante van een reus die regelmatig verschijnt bij bijzondere gelegenheden, zoals bij het carnavalsfeest of op koningsdag.